# Aotus nancymaae
Aotus nancymaae är en däggdjursart som beskrevs av Hershkovitz 1983. Aotus nancymaae ingår i släktet nattapor och familjen Aotidae. IUCN kategoriserar arten globalt som sårbar. Inga underarter finns listade.

## Utseende
Hanar är med genomsnittlig 950 gram kroppsvikt något tyngre än honor som väger cirka 900 gram. Arten når en kroppslängd (huvud och bål) av 29 till 34 cm och en svanslängd av 32 till 42 cm. Håren som bildar pälsen på bålens ovansida och på extremiteternas utsida har ljusgråa och mörkgråa avsnitt vad som ger ett spräckligt utseende. På undersidan, på extremiteternas insida och på halsens framsida förekommer ljus orange päls. Även en del av svansens ovansida nära bålen bär orange päls med svarta strimmor och resten av svansen är svart. Gråa och vita ringar kring nosen och ögonen samt tre svarta strimmor på hjässan och på huvudets topp bilar en ansiktsmask.

## Utbredning
Denna nattapa förekommer i norra Peru och i nordvästra Brasilien. Arten vistas där i regnskogar och andra fuktiga skogar.

## Ekologi
Djuret är främst aktiv på natten och äter frukter, blommor, nektar och några smådjur som insekter. Liksom andra nattapor lever Aotus nancymaae antingen i familjegrupper av ett föräldrapar med sina ungar eller ensam. Reviren är 5 till 18 hektar stora och de kan överlappas. Den första lyckade fortplantningen sker vanligen med 3 eller 4 års ålder.
Aotus nancymaae vilar på dagen i trädens håligheter eller i täta ansamlingar av klätterväxter. I fångenskap var honor cirka 117 dagar dräktig och tiden mellan två födslar var lite mer än ett år. Reviret samt flockens medlemmar markeras med körtelvätska och urin.